# Carracedelo
Carracedelo település Spanyolországban, León tartományban. Lakosainak száma 3423 fő (2024).

## Földrajza
A község területén északról délre átfolyik a Cúa, keletről nyugatra pedig a Sil nevű folyó. Carracedelo Toral de los Vados, Cacabelos, Camponaraya, Ponferrada, Priaranza del Bierzo, Borrenes és Carucedo községekkel határos.

## Népesség
A település lakosságának változását az alábbi diagram mutatja:
| Lakosok száma | 3530 | 3518 | 3614 | 3712 | 3680 | 3630 | 3500 | 3425 | 3434 | 3423 |
|               | 2001 | 2004 | 2007 | 2009 | 2012 | 2014 | 2017 | 2019 | 2022 | 2024 |